# Topaz (jabłoń)

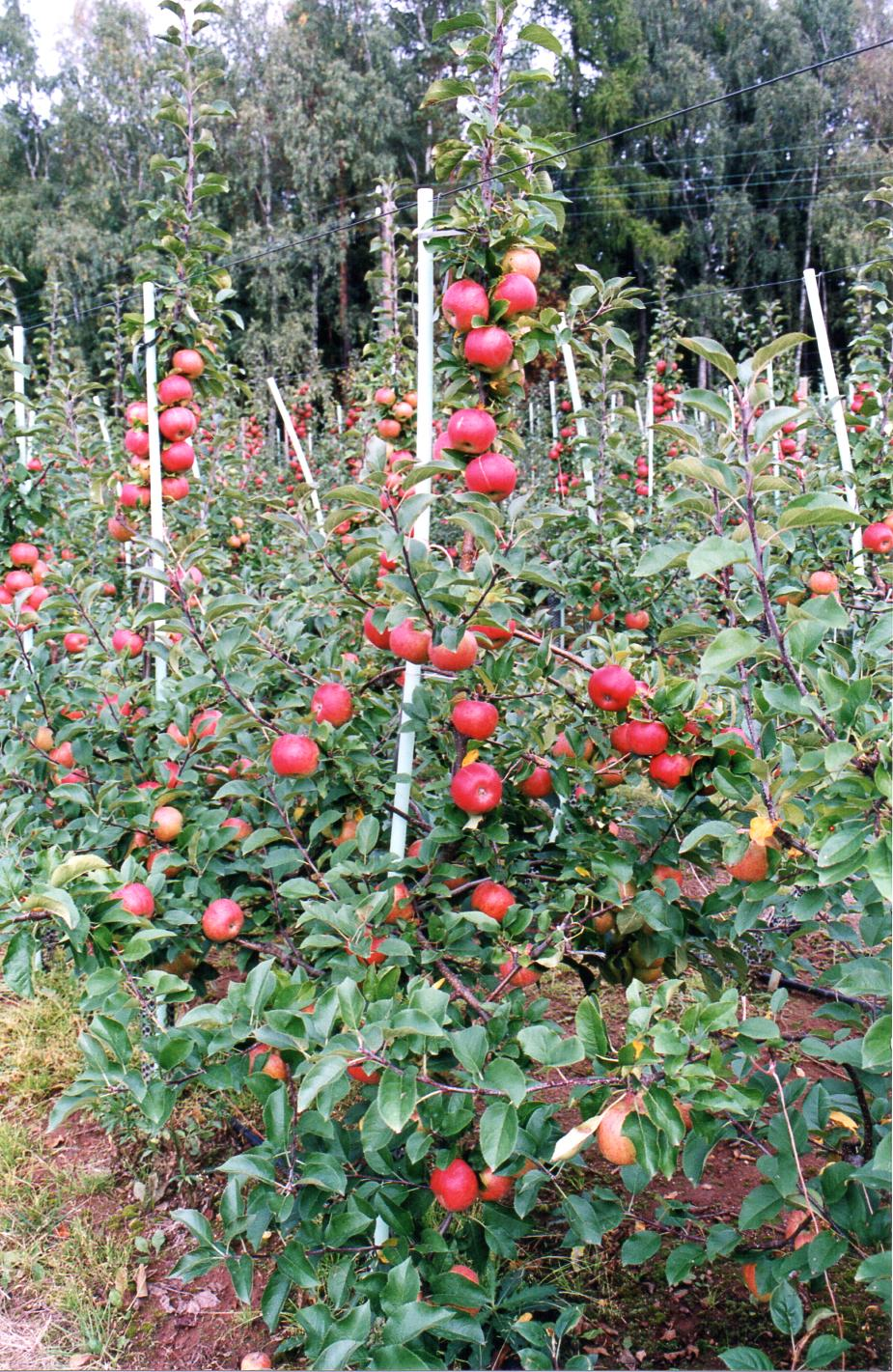
Drzewko Topaza w sadzie intensywnym

Jabłoń domowa ‘Topaz’ – odmiana uprawna (kultywar) jabłoni domowej (Malus domestica ‘Topaz’), należąca do grupy odmian zimowych. Odmianę wyhodowano w 1984 r. w Stacji Instytutu Botaniki Eksperymentalnej Czeskiej Akademii Nauk w Střižowicach. Jabłoń otrzymał J. Tupy ze skrzyżowania parchoodpornej odmiany ‘Vanda’ i odmiany 'Rubin'. W Polsce odmiana znana od końca lat 90. XX w., ale do uprawy towarowej wprowadzono ją po kilku latach. W porównaniu do wielu innych odmian parchoodpornych wyróżnia się wysoką jakością i wyśmienitym smakiem. W 2003 roku została wpisana do Rejestru Odmian w Polsce. Jest polecana do uprawy w sadach prowadzonych w ramach Integrowanej Produkcji Jabłek, w sadach z produkcją organiczną oraz ogrodach przydomowych.

## Morfologia
PokrójDrzewo charakteryzuje się małą do średniej siłą wzrostu tworząc korony kuliste o dużej liczbie, lekko zwisających pędów szkieletowych pokrytych krótkopędami. Słaby wzrost predestynuje odmianę do nasadzeń intensywnych.
OwocOwoce średniej wielkości do dużych, kuliste lekko spłaszczone, z dość dużymi zagłębieniami szypułkowymi i kielichowymi. Skórka jest gładka, sucha, pokryta od ¼ do ¾ intensywnym czerwonym prążkowanym rumieńcem, na którym ładnie kontrastują jasne przetchlinki. Na skórce wokół zagłębienia szypułkowego może występować ordzawieienie. Miąższ jest kremowy, kruchy, bardzo soczysty, drobnoziarnisty, o bardzo dobrym, słodko kwaskowatym smaku i powszechnie oceniany jako bardzo smaczny. W wielu testach smakowych przeprowadzanych w krajach Europy Zachodniej owoce Topaza znajdowały się na pierwszym miejscu przed odmianami tradycyjnie uprawianymi takimi jak Elstar czy Jonagold.

## Rozwój
W okres owocowania wchodzi wcześnie, na ogół w drugim-trzecim roku po posadzeniu. Odmiana diploidalna o średnio wczesnym okresie kwitnienia. Owocuje corocznie, głównie na krótkopędach oraz w niewielkiej ilości na długopędach. Dobrze owocuje na podkładkach karłowych i średniosilnierosnących.

## Uprawa
PielęgnacjaZe względu na obfite kwitnienie i zawiązywanie zawiązków oraz dla uzyskania owoców wysokiej jakości wymaga cięcia prześwietlającego oraz przerzedzania zawiązków.
Zbiór i przechowywanieW warunkach polskich dojrzałość zbiorczą osiąga w pierwszej dekadzie października, około 1 tygodnia przed Golden Deliciousem, a dojrzałość konsumpcyjną w listopadzie. Przechowuje się bardzo dobrze, w zwykłej chłodni można ją przechować do lutego – końca marca, a w chłodni z atmosferą kontrolowaną – do maja. Według czeskich danych w chłodni ULO owoce można przechowywać do połowy czerwca.

## Zdrowotność
Topaz jest odmianą odporną na parcha jabłoni, w której gen odporności pochodzi od Malus floribunda. Na mączniaka jabłoni średnio wrażliwą, podobnie jak na zarazę ogniową, choroby kory oraz gumowatość drewna. Drzewa są średnio wytrzymałe na mróz. Jest najczęściej uprawianą odmianą jabłoni w sadach ekologicznych w Szwajcarii, Niemczech i we Włoszech.